# Rotkopf (Mangfallgebirge)
Der Rotkopf ist ein 1602 m hoher Berg im Mangfallgebirge. Der Berg ist als einfache Bergwanderung vom Spitzingsee zu erreichen. Übergänge zu Stolzenberg, Roßkopf und Stümpfling.